# 西米薩米斯省
西米萨米斯省（英語：Misamis Occidental Province），菲律賓華人称西棉三美示省、西棉杉密省或西密三密斯省，簡稱西棉省，是菲律宾北棉兰老大区的省份之一，省会是奧羅計沓市（Oroquieta City，奥罗基耶塔市），1942年被日本占领，1945年，被美国和菲律宾解放。全省有169公里长的海岸线，经济产业主要为渔业和椰子种植，其他经济作物有水稻，玉米，蕉麻，咖啡，可可和橡胶。